# 2008年ニューヨーク・フィルハーモニックの北朝鮮公演
2008年2月26日にアメリカの名門オーケストラの一つであるニューヨーク・フィルハーモニックが北朝鮮を訪問して首都平壌で公演したことは、米朝関係において重大な出来事であった。コンサート会場は東平壌大劇場で、演奏会の模様は北朝鮮の国営放送・朝鮮中央テレビで生中継で放映された。

## 公演

### 曲目

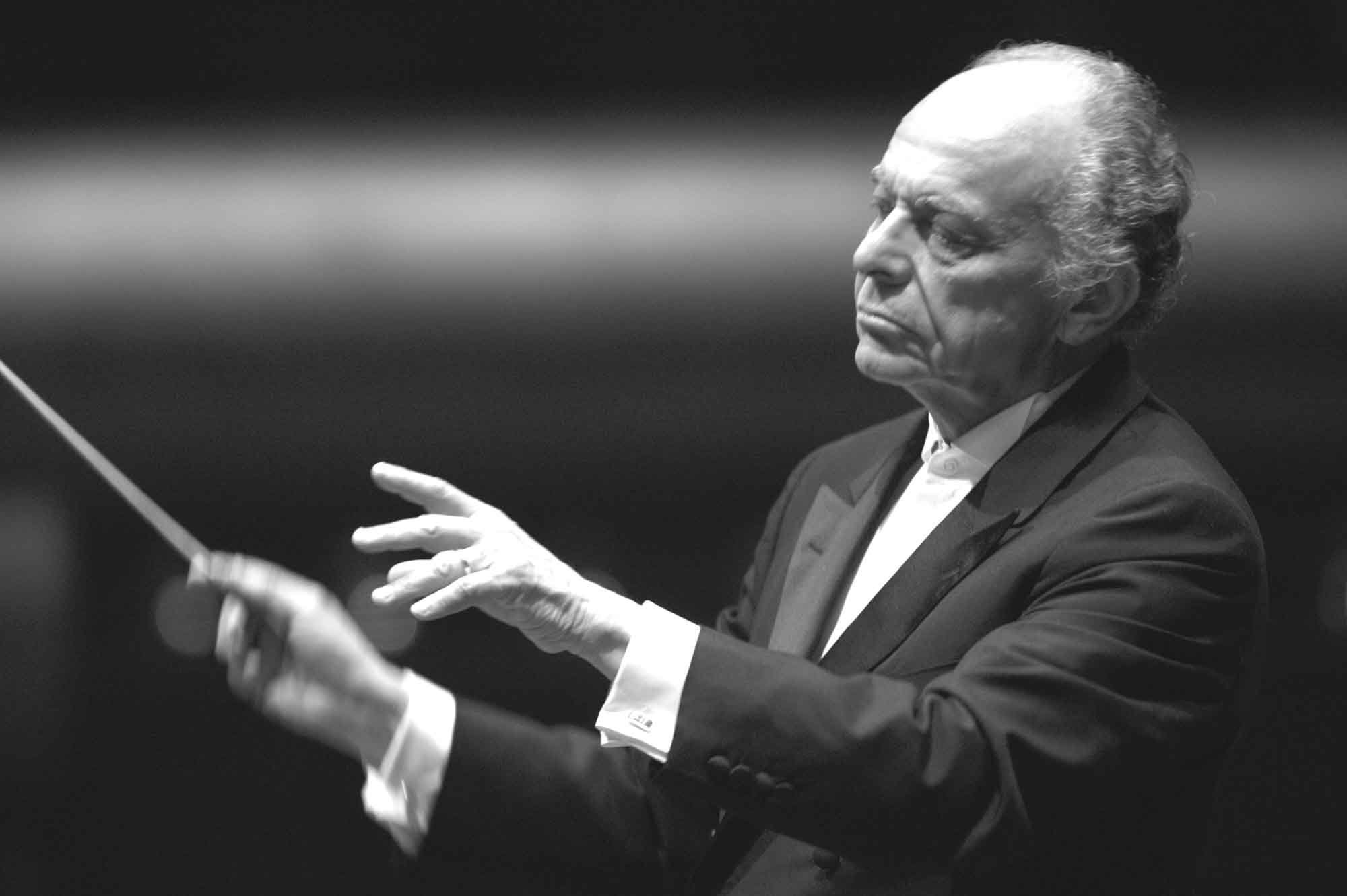
ニューヨーク・フィルを指揮するロリン・マゼール（2006年）

指揮はロリン・マゼール。演奏された曲目は、両国の国歌（北朝鮮の『愛国歌』とアメリカの『星条旗』）、リヒャルト・ワーグナー作曲の『ローエングリン』第3幕への前奏曲、アントニン・ドヴォルザークの交響曲第9番『新世界より』、ジョージ・ガーシュウィンの『パリのアメリカ人』であった。さらに、アンコールとして、ジョルジュ・ビゼーの組曲『アルルの女』第2番より「ファランドール」、レナード・バーンスタインの『キャンディード』序曲が演奏され、最後は有名な朝鮮民謡『アリラン』で締めくくられた。本公演で演奏されたドヴォルザーク、ガーシュウィン、バーンスタインの3作品は全て、ニューヨーク・フィルハーモニックが世界初演を行なっている。

### 臨席者
北朝鮮の指導者金正日は演奏会に出席しなかったが、最高人民会議常任委員会の楊亨燮副委員長と北朝鮮外務省米州局の李根局長が出席した。

### 放送
ニューヨーク・フィルハーモニックからの要請を受けて、演奏の模様は国営放送の朝鮮中央テレビにおいて生中継で放送された。本公演のテレビ番組収録はドイツの制作会社 EuroArts Music International が担当し、アメリカ合衆国とカナダではCNNで、韓国ではCNNインターナショナルとMBCで、中国ではSMGで、国際的に生中継で放送された。このほか、フランスとドイツではアルテで、アメリカ合衆国ではThirteen/WNETとPBSで、スウェーデンではSVTで、デンマークではDRで、ベルギーではRTBFで、ハンガリーではMTVで、それぞれディレイ放送された。また、ニューヨーク・フィルハーモニックのウェブサイトでもストリーミング配信された。
本公演は、単独で生中継されたことが、北朝鮮では異例のことであった。ニューヨーク・フィルハーモニックの訪朝を実現させるために奔走したコリア・ソサエティのEvan Revers総裁は、他の大きなイベントは（予め録画された）ビデオ映像を元に放送されるけれども、今回の訪朝公演は前例のないこと（生中継）になると信じていると述べた。

### DVD
2008年の春に、ニューヨーク・フィルハーモニックの平壌公演の模様を収録したDVDが世界中で発売された（レーベルは Medici Arts / EuroArts / Naxos）。

## 政治的背景
2007年8月13日、ニューヨーク・フィルハーモニックは、「（北朝鮮側の）文化省の独立代表者」を通じて、平壌で公演を行うよう招待を受けていることを明らかにし、公演の実施を検討していることを発表した。
2007年10月4日、コリア・ソサエティのエグゼクティブ・ディレクターとアメリカ国務省朝鮮部の担当者を連れて、ニューヨーク・フィルハーモニックの関係者が北朝鮮へ渡航した。訪朝団は、牡丹峰劇場と東平壌大劇場を含む、3つのコンサートホールを視察し、収容人数の多い東平壌大劇場が会場に選ばれた。担当者らは、地元の音楽家との面会、国際記者団の随伴、国際放送に係る問題に対する許可や、交通手段と会場準備に関する物流上の問題について、検討を進めた。
北朝鮮への招待は、2007年12月11日にニューヨーク・フィルハーモニックの総裁、理事長、北朝鮮の朴吉淵国連大使が出席した記者会見の場で正式に受諾された。
韓国の通信社聯合ニュースが伝えたところでは、2007年7月の非核化に向けた六カ国協議で、一般市民の交流の可能性について話し合われ、具体的にニューヨーク・フィルハーモニックに言及された。ニューヨーク・フィルハーモニックの総裁兼エグゼクティブ・ディレクターのザリン・メータは、この演奏会について「人々を一致団結させるため、音楽の力を発現する」と宣伝した。

### 影響
北朝鮮政府は史上初めて300人以上の外国人に対して入国を許可した。また、通常は厳しく制限されているところ、外国のジャーナリストがインターネットへアクセスしたり、ほとんど完全に制限なく国際電話をかけたりすること（報道の自由）が認められた。
今回の訪朝は、アメリカ合衆国と北朝鮮にとって、朝鮮戦争後初めての非常に意義深い文化交流となった。世界で最も孤立した国の一つである北朝鮮との関係を広げる機会として待ち望まれた訪問であった。アメリカ国務省は北朝鮮からの招待を反米的なプロパガンダを和らげる可能性を秘めたものと見ていた。
北朝鮮のSong Sok-hwan文化相は、「我々はこの訪朝公演が朝米両国の二国間の文化的交流が増える大きな進歩となることを望んでいる」と述べた。
デイナ・ペリーノホワイトハウス報道官は、「つまるところ、この公演は一演奏会であると我々は考えており、皆様ご承知のように、外交的成功ではないと私は思う」と発言した。
コンドリーザ・ライス国務長官は、2008年2月25日にソウルで挙行された韓国の李明博新大統領の就任式に出席するのを前に「北朝鮮の体制は北朝鮮の体制だ」と述べ、「私たちは北朝鮮で（2月26日に）行なわれる予定のコンサートを聴くことに夢中になるべきではないと思う」と付け加えた。

## 資金面
ニューヨーク・フィルハーモニックは、イタリア在住の日本人の篤志家チェスキーナ・永江洋子から寄付金を受領した。ニューヨーク・フィルハーモニックのザリン・メータ総裁の友人である錦湖アシアナグループの朴三求会長からは、演奏会用の機材輸送のためにアシアナ航空のボーイング747が提供された。韓国の文化放送は、北朝鮮公演に続いて開催されたニューヨーク・フィルハーモニックのソウル公演の放映権料の支払いを申し出た。

## 関連文献
- Kim, Suki (December 2008). “A Really Big Show: The New York Philharmonic's Fantasia in North Korea”. Harper's Magazine 317 (1903):  61–70.